# Barbara Thaler
Pour les articles homonymes, voir Thaler (homonymie).
Barbara Thaler, née le 16 février 1982, est une femme politique autrichienne. Membre du Parti populaire autrichien , elle est députée européenne de 2019 à 2024. 